# Castanopsis lamontii
Castanopsis lamontii là một loài thực vật có hoa trong họ Fagaceae. Loài này được Hance mô tả khoa học đầu tiên năm 1875.